# Oxyuranus scutellatus
Pour les articles homonymes, voir Taipan.
Espèce
Synonymes
- Pseudechis scutellatus Peters, 1867
- Pseudechis wilesmithii De Vis, 1911
- Oxyuranus scutellatus barringeri Hoser, 2002

Oxyuranus scutellatus ou Taïpan côtier est une espèce de serpents de la famille des Elapidae.

## Répartition
Cette espèce se rencontre en Australie et en Nouvelle-Guinée :
- Oxyuranus scutellatus canni (Slater, 1956)
- Oxyuranus scutellatus scutellatus (Peters, 1867).

## Étymologie
La sous-espèce Oxyuranus scutellatus canni est nommée en l'honneur de George Cann.

## Publications originales
- Peters, 1867 : Über Flederthiere (Pteropus gouldii, Rhinolophus deckenii, Vespertilio lobipes, Vesperugo temminckii) und Amphibien (Hypsilurus godeffroyi, Lygosoma scutatum, Stenostoma narirostre, Onychocephalus unguirostris, Ahaetulla poylepis, Pseudechis scutellatus, Hoplobatrachus reinhardtii, Hyla coriacea). Monatsberichte der Königlich Preussischen Akademie der Wissenschaften zu Berlin, vol. 1867, p. 703-712 (texte intégral).
- Slater, 1956 : On the New Guinea taipan.  Memoirs of the National Museum of Victoria, vol. 20, p. 201-205 (texte intégral).